# Tadeusz Malinowski (pedagog)
Tadeusz Malinowski (ur. 1930, zm. 19 marca 2004 w Warszawie) – polski pedagog, docent, rektor Wyższej Szkoły Nauczycielskiej w Kielcach.

## Życiorys
W 1954 roku ukończył studia w Instytucie Pedagogicznym w Leningradzie. Doktoryzował się w zakresie nauk humanistycznych w 1965 roku w Wyższej Szkole Pedagogicznej w Gdańsku. W kwietniu 1969 roku został członkiem czteroosobowego komitetu organizacyjnego Wyższej Szkoły Nauczycielskiej w Kielcach, a 1 lipca został wybrany jej pierwszym rektorem. Swoją funkcję pełnił do 30 września 1972 roku.